# Orden vom Gelben Band
Der Orden vom Gelben Band war ein französischer Ritterorden. Stifter war der Herzog von Nevers, Karl II. Das Stiftungsjahr war 1600 (1606). Der Orden war eine Gesellschaft von katholischen und nicht katholischen Rittern.
Die Satzungen und Zeremonien wurden als Lächerlichkeiten gesehen. Als Beispiel dieser „Tugend“ mussten die Ritter das italienische Fingerspiel „la Mora“ (gerade/ungerade) können. Die zu reitenden Pferde mussten Grauschimmel sein, die rot gesattelt und geschirrt wurden.  Ordenszeichen  war ein gelbes Band, das den neuen Rittern über die rechte Schulter zur linken Hüfte umgelegt wurde.
Die Ordensdevise war: „Domine, probasti me“ in der Bedeutung von „Herr, du hast mich geprüft“.
Der Orden wurde von Heinrich dem IV., König von Frankreich und Navarra, abgeschafft. Er war der Onkel des Stifters.